# チャーリー・スチュアート (俳優)
チャーリー・スチュアート（Brian Stepanek、1993年9月9日 - ）は、アメリカ合衆国の俳優。ネバダ州ラスベガス出身。

## 出演作品
- スイート・ライフ（ボブ）
- スイート・ライフ オン・クルーズ
- ER緊急救命室
- ギルモア・ガールズ
- おとぼけスティーブンス一家